# Australia Post
Australia Post é a empresa de serviços postais comandada pelo governo australiano. Este serviço postal tem o monopólio na Austrália.

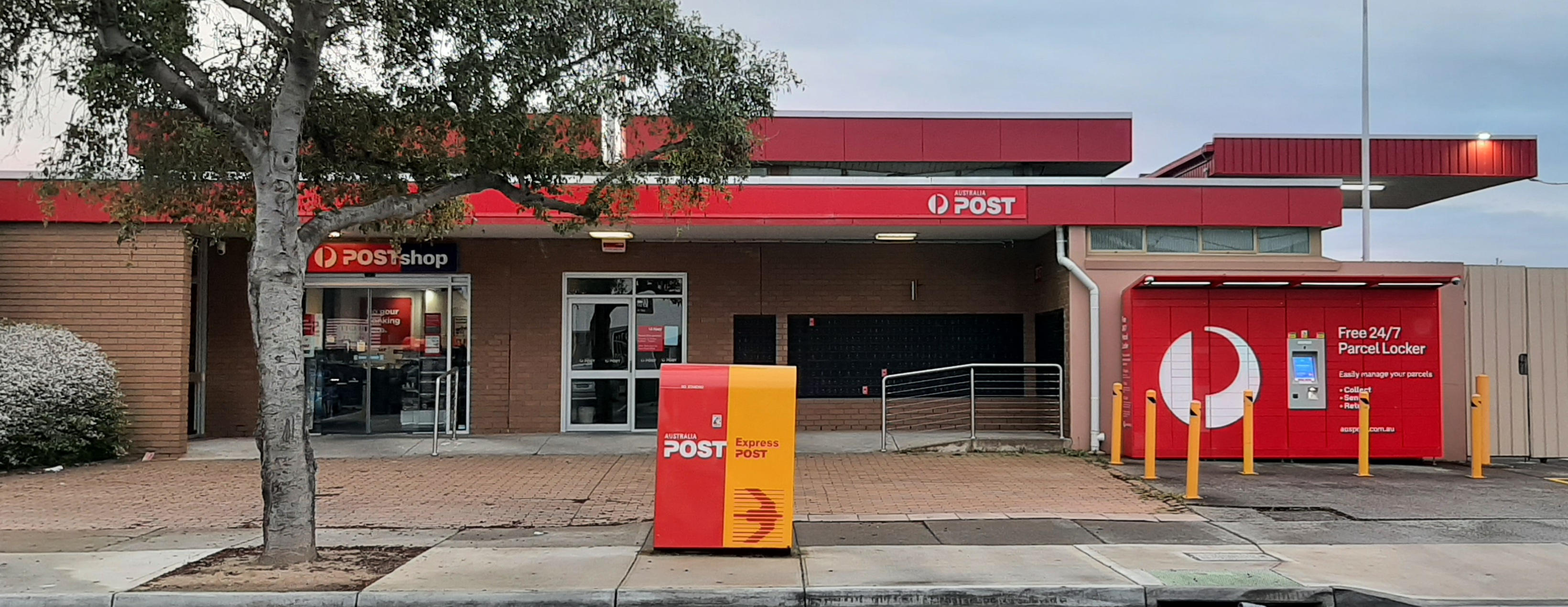
Posto de atendimento da Australian Post em Hobsons Bay City, Australia.